# أبو علي شاه قلندر
الشيخ سيد شرف الدين بو علي شاه قلندر بانيباتي، المعروف باسم أبو علي شاه قلندر (1209-1324 م )، ولد في بانيبات، بسلطنة دلهي (هاريانا الحالية، بالهند) كان قلندريًا ووليًا صوفيًا من الطريقة العويسية، عاش ودرّس في الهند. يقع ضريحه في بانيبات، وهو مكان الحج لأتباعه.
اسمه الحقيقي شرف الدين ولكنه معروف بلقب أبي علي شاه قلندر. كان والده السيد محمد أبو الحسن فخر الدين المعروف أيضًا باسم فخر العالم عالمًا عظيمًا ووليًّا صوفيًّا في عصره. دُفن والده في قرية كيرمان باراتشينار، بباكستان . وهو من نسل الإمام موسى الكاظم. انتقل عدد كبير من أحفاده إلى باكستان بعد المشاركة في عام 1947. أنهى دراسته في سن مبكرة وقام بالتدريس بعد ذلك بالقرب من منارة قطب الدين في دلهي لمدة 20 عامًا. نشر مجموعة من الشعر الفارسي باسم ديوان حضرة شرف الدين أبو علي قلندر والذي ترجمه فيما بعد خواجة شاهد الدين [الإنجليزية] إلى البنجابية. كان عملاً صوفيًا عظيمًا باللغة الفارسية. ومن القلنداريين المشهورين الآخرين لال شهباز قلندر وشمس علي قلندر [الإنجليزية].

## الميلاد
تقول إحدى الروايات أنه ولد في أوائل عام 1209 وعاش حتى عام 1324 في بانيبات، أثناء حكم سلطنة دلهي. كان والده الشيخ فخر الدين عالمًا مشهورًا في عصره. والدته حفيظة جمال ابنة مولانا نعمت الله حمداني. ويزعم بعض الناس أيضًا أن والده جاء في الواقع من العراق واستقر في بانيبات.

## القبر
بُني الضريح والمسجد والساحة المحيطة بقلندر تشوك في بانيبات على يد محبة خان [الإنجليزية]، وهو قائد في خدمة السلطان المغولي جهانجير. يقع قبر محبة خان المصنوع من الحجر الرملي الأحمر بجوار ضريح القديس. ويقع داخل المنطقة أيضًا قبر حكيم مكرم خان والشاعر الأردي مولانا ألطاف حسين حلى [الإنجليزية]. يوجد بالقرب من المبنى قبر آخر حاكم للودهيي في دلهي، إبراهيم لودي، الذي قُتل في معركة بانيبات الأولى (1526).
يحتوي الجدار الأيسر للضريح على قصيدة مديح منقوشة ومطلية باللون الأزرق والذهبي، كتبها زهوري نيشابوري، الذي زار الهند في عهد أكبر .[بحاجة لمصدر]
يزور عدد كبير من الناس من مختلف مناحي الحياة، الهندوس والمسلمين والسيخ والمسيحيين القبر ويقدمون الصلوات هناك كل يوم خميس وخلال مهرجان أورس ميلا السنوي.

## معرض الصور

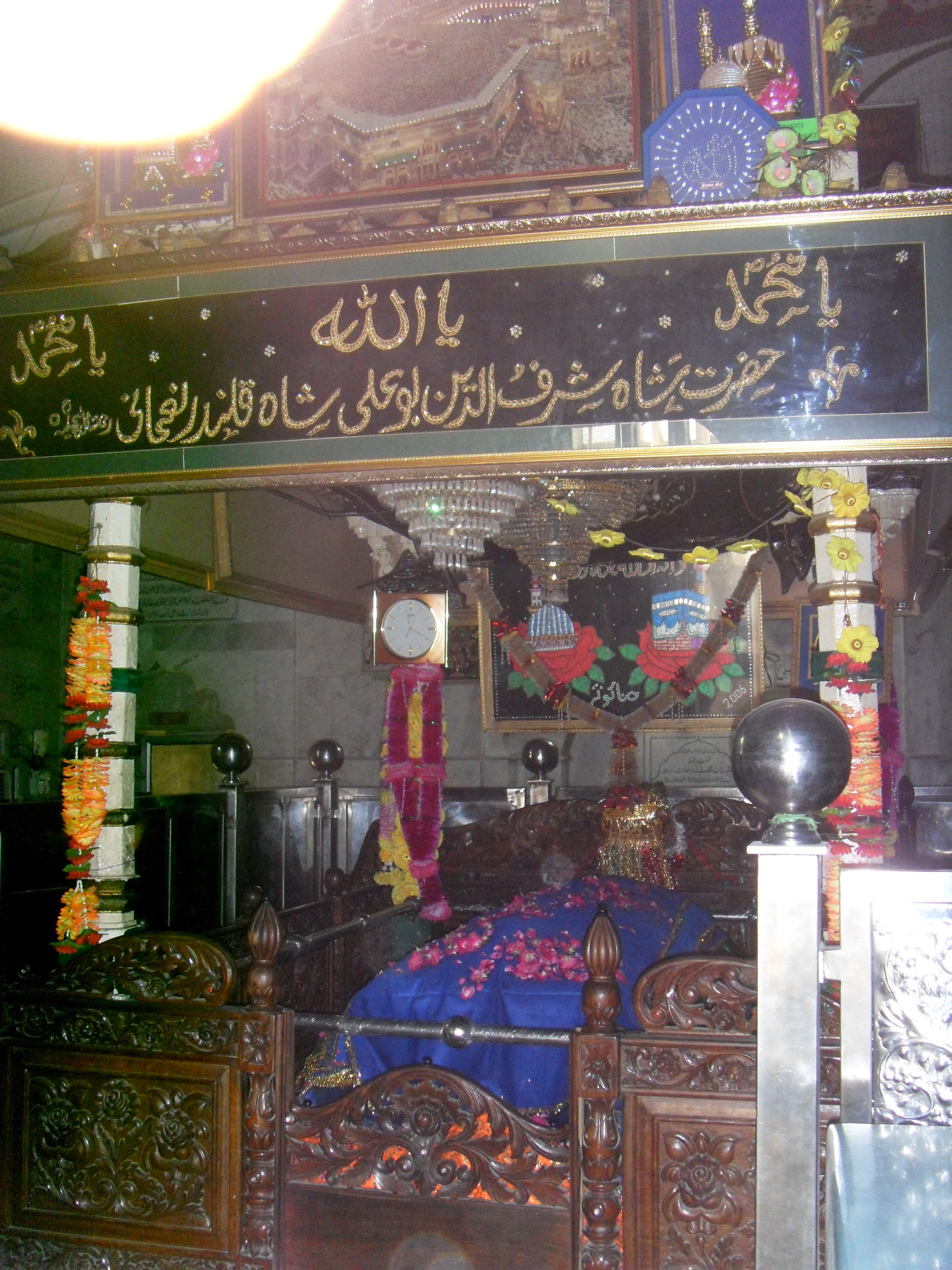
قبر بو علي شاه قلندر
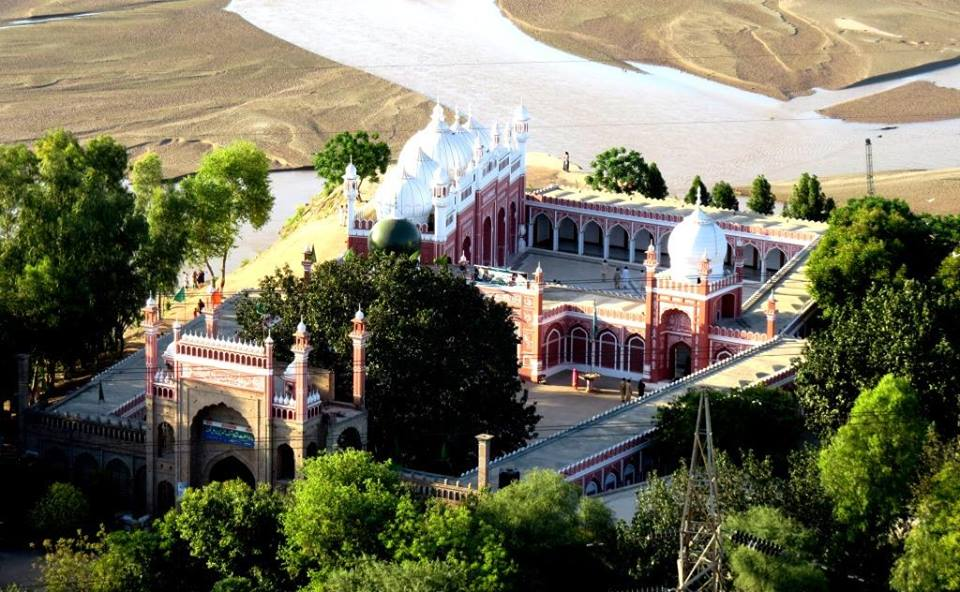
تشيلا جاه من بو علي قلندار في شينيوت، البنجاب، باكستان
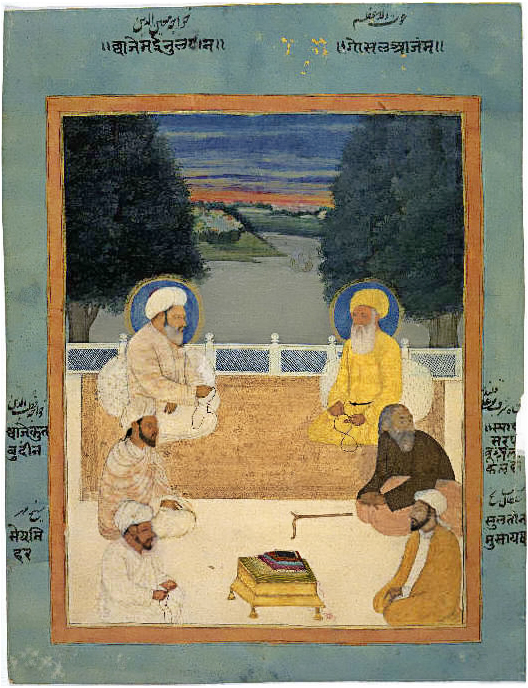
ستة من أساتذة الصوفية: خواجة معين الدين ، غاوس الأعظم ، خواجة قطب الدين ، شيخ مهر، شاه شرف الدين بوعلي قلندر، والسلطان موسى شيخ.